# Francisco Gordillo

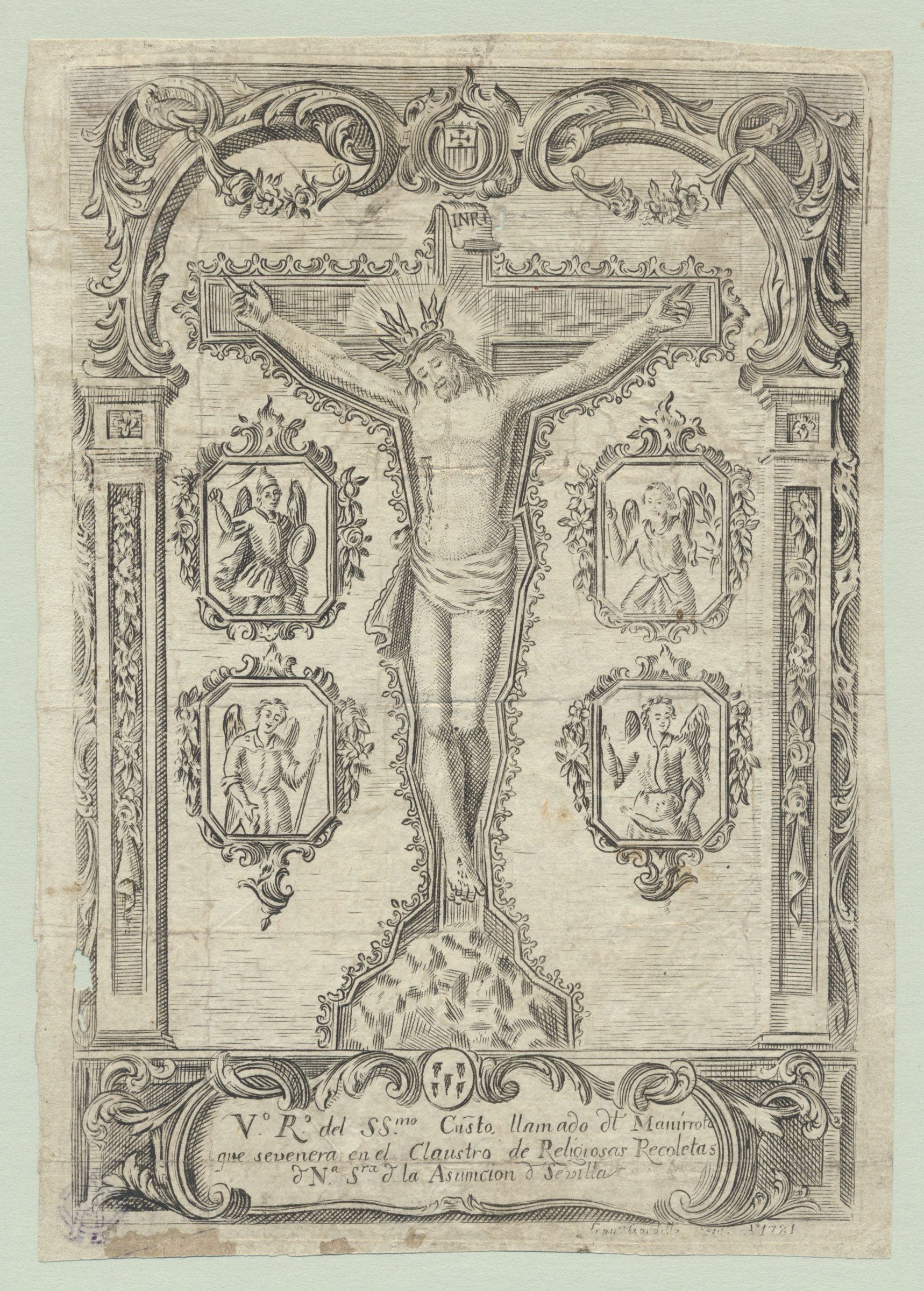
Santísimo Cristo de Manirrrota. Inscripción: «V.^{o} R.^{o} del SS.^{mo} Cristo llamado de Manirrota/ que sevenera en el Claustro de Religiosas Recoletas/ de N.^{a} S^{ra} de la Asunción de Sevilla». 1781. Real Academia de Bellas Artes de San Fernando

Francisco Gordillo (fl. 1762-1830) fue grabador en hueco de medallas y láminas activo en Sevilla entre 1762 y 1789. Trasladado a Madrid en este año, ocupó la plaza de primer ayudante de la Casa de la Moneda hasta 1801 en que obtuvo el cargo de primer grabador de la Casa de la Moneda de México.

## Biografía
En la ilustración de libros salieron de su buril escudos de armas y el retrato de Carlos III al frente de las Memorias literarias de la Real Academia Sevillana de Buenas Letras, Sevilla, 1773, pero como grabador de láminas su actividad estuvo centrada sobre todo en la imagen de devoción con cierta especialización en el grabado de reproducción de imágenes de fuerte arraigo popular en sus altares, los llamados verdaderos retratos o veras efigies, como la del del Santísimo Cristo de Manirrota del convento sevillano de la Asunción, o los retratos de la Virgen de la Candelaria y de la Virgen de la Antigua, ambas sevillanas, la primera del convento de su titulación y la segunda de la iglesia catedral. Imágenes de devoción, destinadas a promover la veneración de religiosos con fama de santidad recientemente beatificados o con los procesos de beatificación iniciados son los retratos del sevillano fray Diego Pérez y de la beata Mariana de Jesús.
Todavía en Sevilla en 1789 acuñó la medalla de la proclamación como rey de Carlos IV, con las armas de Sevilla en el reverso, san Fernando, san Isidoro y san Leandro, única medalla que labró en España. En Madrid trabajó como ayudante de grabador de la Real Casa de la Moneda encargado del tallado de las labores de oro y plata, pero no obtuvo en 1792 el puesto de grabador principal de Sevilla al que aspiró. Ascendido en 1794 a ayudante primero de la Real Casa de Madrid, en 1799 obtuvo la plaza de grabador principal de la Casa de México, hacia donde partió a comienzos de 1801. Director de grabado en hueco de la Academia de San Carlos de México desde 1809 y académico de mérito desde 1814, en 1828 fue suspendido de empleo por su condición de español como consecuencia de la ley de 10 de mayo de 1828, pero en 1830 todavía se le cita en una minuta como director de grabado en hueco de la institución.

## Grabador principal de la Casa de la Moneda de México

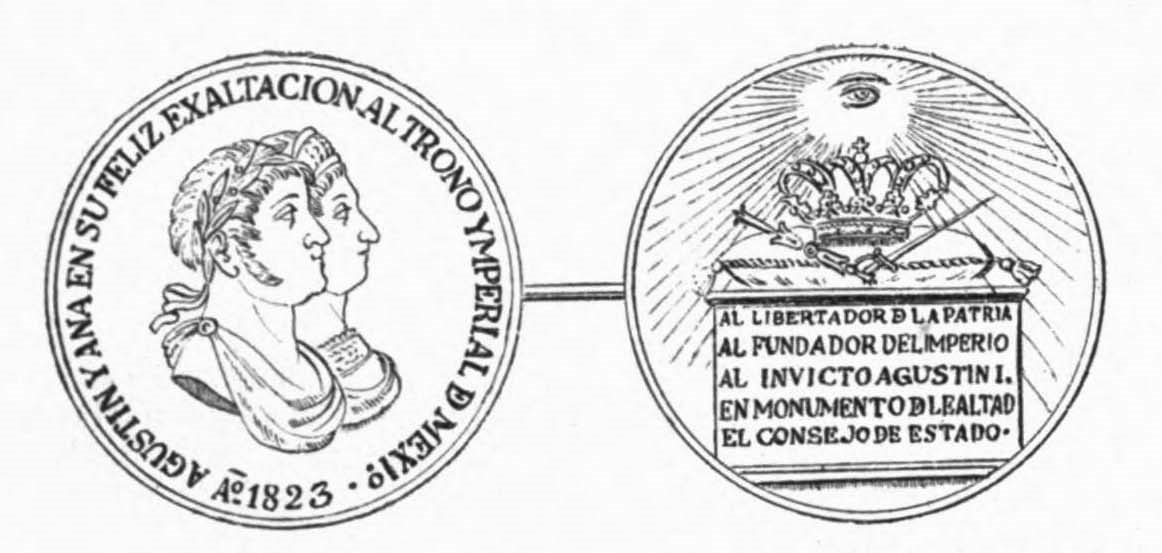
Dibujo hecho a partir de la medalla acuñada por el Consejo de Estado en conmemoración de la exaltación al trono imperial de México de Agustín I y Ana. 1823

Muestras de su trabajo como medallista en México se encuentran en el Museo del Prado (medallas de plata acuñadas en 1808 por orden de los ayuntamientos de Valladolid de Michoacán y de México, con motivo de la proclamación de Fernando VII, y medalla dedicada por el Consejo de Estado a la exaltación al trono imperial de Agustín I y Ana) la Real Academia de la Historia y los museos Cerralbo y Lázaro Galdiano de Madrid. En el primero la medalla conmemorativa de la batalla del Monte de las Cruces, de la que otro ejemplar conserva la Academia de la Historia, acuñada por orden del ayuntamiento de Veracruz (1810), con un busto en el anverso de Fernando VII en óvalo sobrevolando una escena de la batalla y en el reverso la leyenda: «AL EXMO · SOR · VENEGAS / AL REGIMIENTO / DE LAS TRES VILLAS / Y DEMAS TROPAS / QUE CON SUS COMANDANTES / TRUXILLO MENDIVIL Y BRINGAS / SOSTUVIERON / LA GLORIOSA ACCION / DEL MONTE DE LAS CRUCES / VERACRUZ». En el segundo la medalla conmemorativa del nombramiento por Fernando VII del obispo de Antequera como arzobispo de México (1814) con la efigie del rey coronado de laurel en el anverso y en el reverso el escudo de España sostenido por un guerrero a la romana y un indio. Es suya también la medalla de la proclama de Iturbide como emperador el 21 de julio de 1822, con el águila del escudo mexicano coronada en el anverso y estrella de ocho puntas y dedicatoria en el reverso.